# Mfouati
Mfouati (s’écrit également Mfuati ou Mfwati) est une localité du sud-ouest de la République du Congo, située dans le département de la Bouenza sur une altitude moyenne de 441 mètres. Chef-lieu du district de Mfouati, elle fait partie de l'une des communautés urbaines de ce département.